# Edging (singolo)
Edging è un singolo del gruppo musicale statunitense Blink-182, pubblicato nel 2022. Si tratta del primo brano che vede il ritorno di Tom DeLonge al posto di Matt Skiba nella formazione.

## Tracce
Download digitale
Testi e musiche di Mark Hoppus, Tom DeLonge e Travis Barker.
1. Edging – 2:31

## Video musicale
Un videoclip della canzone, diretto da Cole Bennett, è stato pubblicato il 14 ottobre 2022 su YouTube.

## Formazione
Blink-182
- Mark Hoppus – voce, basso
- Tom DeLonge – voce, chitarra
- Travis Barker – batteria, percussioni

Altri musicisti
- Kevin Bivona – tastiere

Production
- Șerban Ghenea – missaggio
- Dan Book – ingegneria del suono
- Aaron Rubin – registrazione
- Kevin Gruft – registrazione
- Nicholas Morzov – registrazione
- Bryce Bordone – ingegneria del suono aggiuntiva
- Randy Merrill – mastering

## Classifiche
| Classifica (2022) | Posizione massima |
| ----------------- | ----------------- |
| Australia         | 50                |
| Canada            | 25                |
| Regno Unito       | 31                |
| Stati Uniti       | 61                |